# Capri

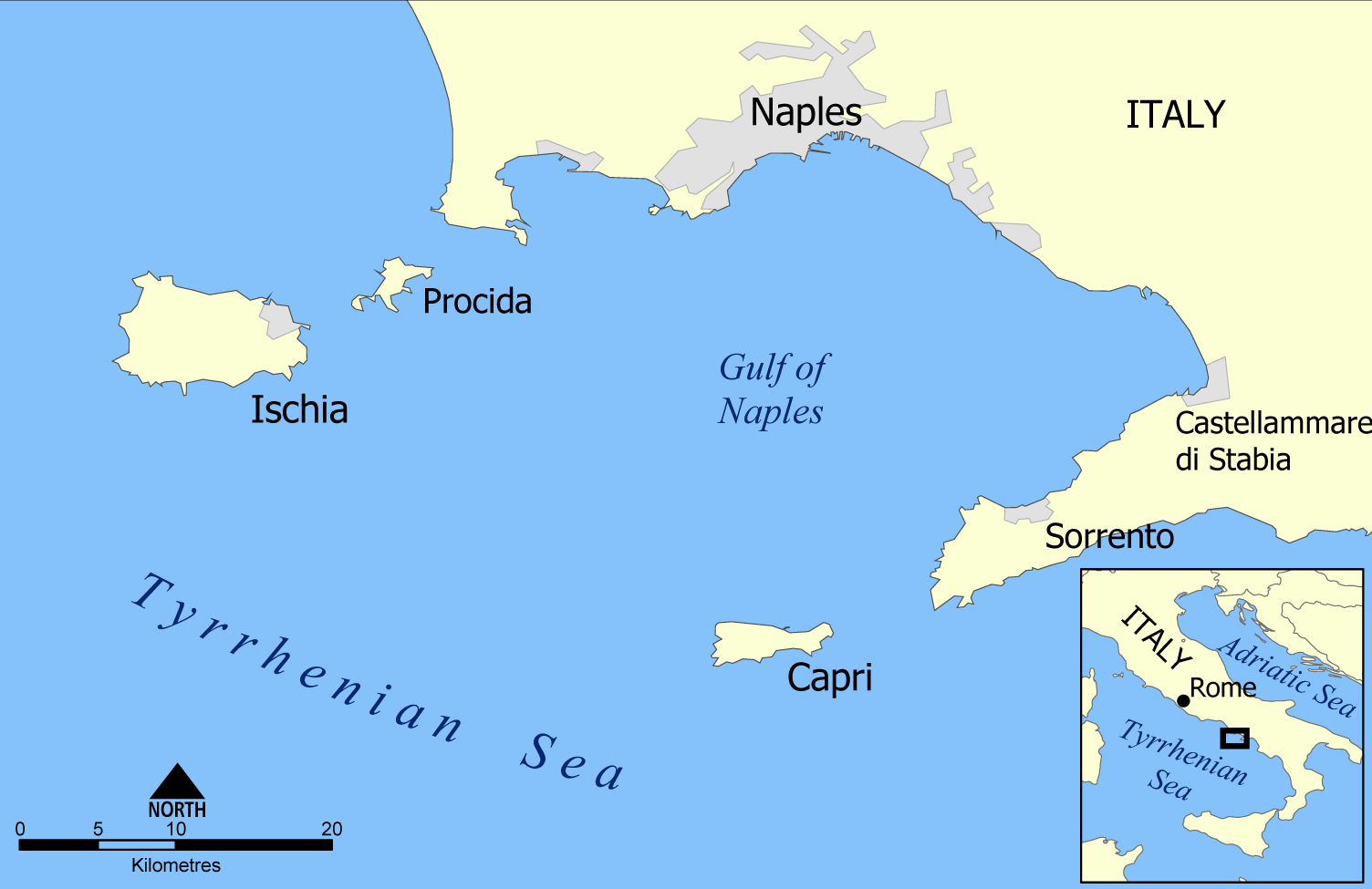
Die Lage Capris am Südrand des Golfes von Neapel

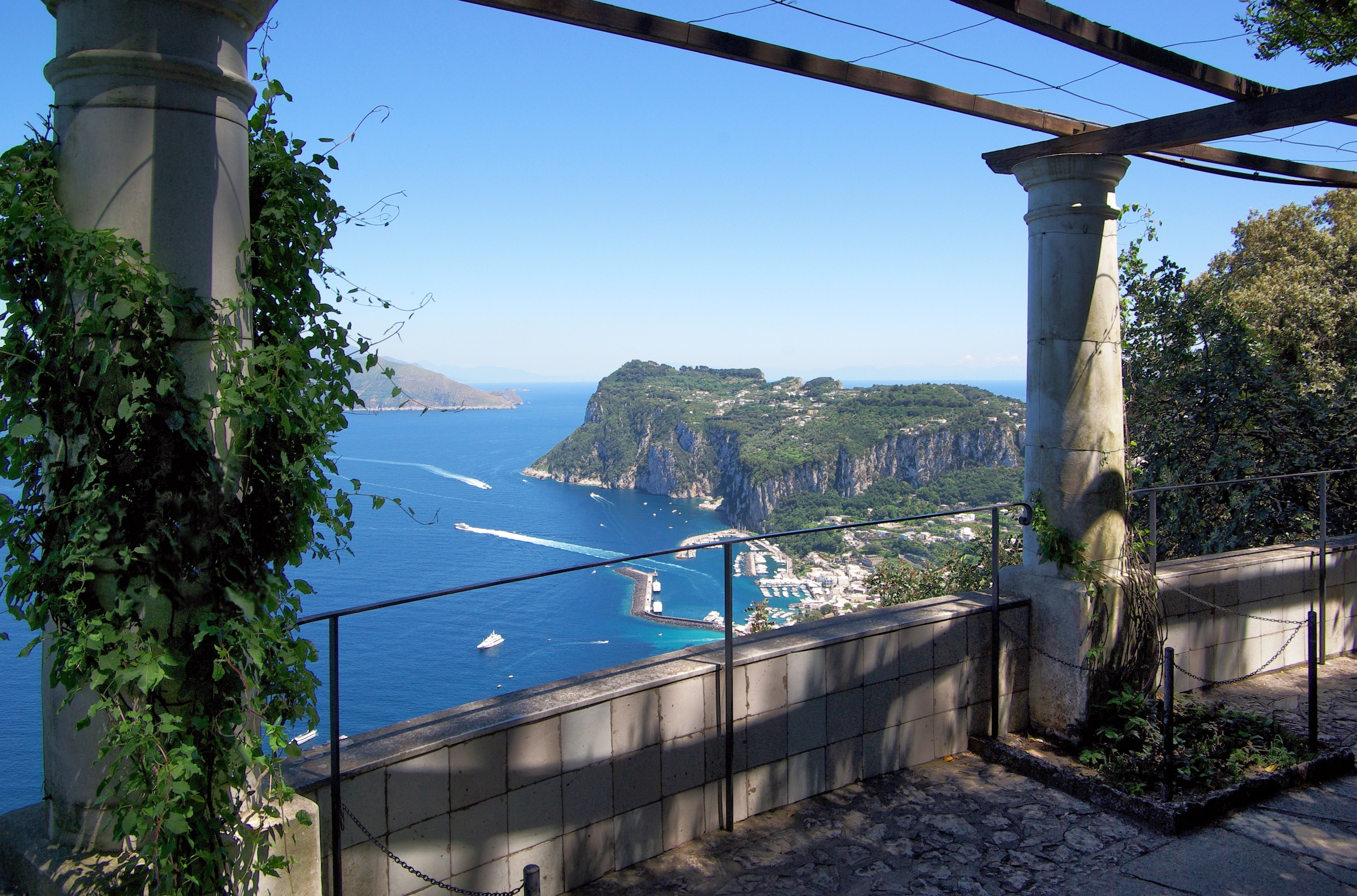
Capri von Anacapri gesehen

Capri ist eine italienische Felseninsel aus Kalkstein im Golf von Neapel. Sie ist 10,4 km² groß, rund fünf Kilometer der Apenninhalbinsel vorgelagert und gehört zur Metropolitanstadt Neapel. Der höchste Punkt der Insel ist mit 589 m über dem Meer der Monte Solaro.
Die Insel ist bekannt für ihre Höhlen am Meer, von denen die Blaue Grotte die populärste ist. Capri hat ein ausgeglichenes, mildes Klima. Die immergrüne Vegetation wird durch Terrassenkulturen mit Wein, Oliven- und Obstbäumen ergänzt. Haupterwerbszweig ist schon seit dem 19. Jahrhundert der ganzjährige Fremdenverkehr.

## Geografie
Der Süden Capris wird von einem steil ins Tyrrhenische Meer abbrechenden Höhenzug gebildet. Der höchste Berg ist mit 589 m der Monte Solaro. Weitere Berge sind der Monte Cappello (514 m) nördlich davon, der Monte Tiberio (335 m) an der Nordostspitze der Insel, der Monte Tuoro (266 m) im Südosten und der Monte Michele (262 m) am Nordrand von Capri-Stadt. Durch seinen steilen Ostabfall teilt das Massiv aus Monte Solaro und Monte Capello die Insel in einen westlichen und einen östlichen Teil.

## Geologie
Der oberflächennahe geologische Untergrund besteht überwiegend aus Kalkstein, der in der Kreidezeit gebildet wurde. Bedingt durch den Kalkstein ist Capri reich an Karstformen. Die Blaue Grotte, eine Meereshöhle, ist davon die bekannteste. Im Osten der Insel befindet sich ein Natursteinbogen.

## Vegetation
Die Vegetation der Insel Capri ist Macchie, die sich überwiegend aus Rosmarin und Mastixsträuchern zusammensetzt. Stellenweise sind Steineichenwäldchen erhalten geblieben.

## Weinbau
Auf der Insel werden Weiß- und Rotweine (Capri DOC) erzeugt, die seit 1977 eine „kontrollierte Herkunftsbezeichnung“ (Denominazione di origine controllata – DOC) besitzen, die zuletzt am 7. März 2014 aktualisiert wurde.
- Der Capri Bianco wird aus mindestens 80 % aus den Rebsorten Falanghina und Greco Bianco erzeugt, wobei Falanghina mindestens 50 % ausmachen muss. Weintrauben der Rebsorte Biancolella, die für den Anbau in der Provinz Neapel geeignet sind, können ebenfalls zur Erzeugung dieses Weins beitragen, und zwar zu maximal 20 %.
- Der Capri Rosso muss zu mindestens 80 % aus Piedirosso bestehen. Höchstens 20 % andere rote Rebsorten, die für den Anbau in der Provinz Neapel zugelassen sind, dürfen zugesetzt werden.

Im Jahr 2018 wurden auf einem Hektar Rebfläche 50 Hektoliter DOC-Wein erzeugt.

## Geschichte

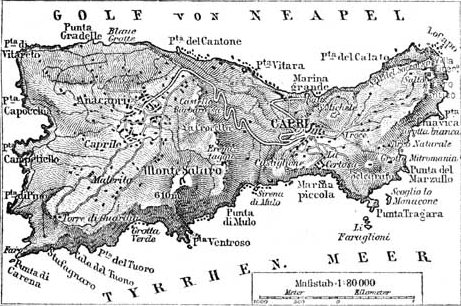
Historische Karte (um 1888)

Archäologische Funde aus der Grotta delle Felci (Farngrotte) sind der Nachweis für eine Besiedlung der Insel seit der Jungsteinzeit.
Kaiser Tiberius wählte im Jahr 26 Capri zu seinem Regierungssitz und verbrachte dort einen Großteil seiner letzten Lebensjahre bis zu seinem Tod im Jahr 37  in der Villa Jovis, die über einem senkrecht abfallenden Felsen lag. Die Gründe für diesen Schritt sind unter Historikern umstritten. Die wichtigsten Quellen für die Biographie des Tiberius sind die antiken Schriftsteller Sueton und Tacitus. Sie behaupten, der Kaiser habe sich nach Capri zurückgezogen, um in der Abgeschiedenheit besser seinen Lüsten frönen zu können (die von Sueton ausgiebig beschrieben werden).
Möglicherweise war Überdruss an den Regierungsgeschäften in Rom und Misstrauen gegenüber den politischen Kräften in der Hauptstadt sein Motiv. Jedenfalls war auf diese Weise die kleine Insel Capri für elf Jahre Regierungssitz des Römischen Weltreichs, und dies aufgrund einer bewussten Entscheidung des Kaisers. Insgesamt zwölf Villen soll Tiberius (nach Sueton) auf Capri besessen haben, neben der Villa Jovis gelten heute die Villa Damecuta und der sogenannte Palazzo al mare als Tiberianische Villen.
Kaiser Commodus verbannte im Jahr 181  erst seine Schwester Lucilla und dann 192 auch seine Ehefrau Bruttia Crispina nach Capri. Aus dem 7.  Jahrhundert stammt eine aus großen Steinen errichtete Stadtmauer in Capri, die zum Schutz vor Sarazeneneinfällen errichtet wurde. Der Ort Capri wuchs um zwei mittelalterliche Stadtkerne. Im Norden entwickelte sich seit dem 11.  Jahrhundert ein Stadtteil um die Kapelle Maria delle Grazie. Ein weiteres Stadtviertel entstand im 13.  Jahrhundert um die Case Grandi, die großen Häuser.
Bereits im 18.  Jahrhundert wurde die Villa Jovis durch Grabungen des Österreichers Norbert Hadrawa ihrer Kostbarkeiten beraubt und die Objekte in alle Winde verstreut (berühmteste Stücke: der sogenannte „Capri-Altar“ heute im Britischen Museum in London und ein großer Mosaikfußboden im Museo di Capodimonte in Neapel). Heute ist die Villa Jovis die wichtigste archäologische Sehenswürdigkeit auf Capri. Sie liegt am östlichen Ende der Insel und ist in etwa einer Stunde Fußweg von der Piazzetta in Capri aus zu erreichen. Archäologische Spuren lassen vermuten, dass Tiberius auch die Blaue Grotte bereits gekannt und aufgesucht hat.
In der zweiten Hälfte des 19. Jahrhunderts war Capri beliebt als Winter- und Ferienquartier bei deutschen und anderen Künstlern, Schriftstellern und weiteren Berühmtheiten. Längere Zeit blieben u. a. Friedrich Alfred Krupp, Christian Wilhelm Allers, Rainer Maria Rilke, Maxim Gorki, Emil von Behring, Theodor Däubler, Curzio Malaparte, Norman Douglas und Axel Munthe. Ferdinand Gregorovius besuchte die Insel 1853 und blieb einen Monat. Darüber berichtete er ausführlich.
Die Maler Karl Wilhelm Diefenbach, Hans Paule und Otto Sohn-Rethel lebten bis zu ihrem Tod auf der Insel. Deutsche Besucher trafen sich damals oft im Hotel Pagano oder dem Lokal Zum Kater Hiddigeigei. 1899 errichteten sich die Deutschen sogar eine eigene Kirche, die bis heute existierende Deutsche Evangelische Kirche auf Capri. Auch ein eigener Friedhof wurde von den Mitgliedern der Fremdenkolonie angelegt: der bis heute existierende Cimitero acattolico, auf dem über 200 Menschen nichtkatholischer Konfessionen beigesetzt wurden.
Im 19.  Jahrhundert entwickelte sich Capri zu einem Treffpunkt Homosexueller und anderer Menschen, die den bürgerlichen Konventionen entfliehen wollten. Schon August von Platen bewunderte bei seinem Aufenthalt 1827 die jungen Fischer und verewigte sie in seinem Gedicht Die Fischer von Capri.
Ab 1898 kam Friedrich Alfred Krupp, Enkel des Firmengründers, nach Capri und baute sich die Villa Krupp. Dort hatte er vermutlich schon im März 1889 eine homoerotische Beziehung mit dem Bauernjungen Giovanni Sangiorgio (* 27. Dezember 1871) angeknüpft, die dazu führte, dass er den jungen Capresen auf die Villa Hügel nach Deutschland einlud und ihn laufend unterstützte. Als ihm in einem Presseskandal unterstellt wurde, er habe mit ihm in Höhlen Orgien gefeiert, floh er nach Deutschland, wo er kurz darauf mit 48 Jahren starb, vermutlich durch Suizid. Auch Christian Wilhelm Allers hatte Affären mit Knaben. Als die italienischen Behörden ihn der Päderastie beschuldigten und festnehmen wollten, konnte er gerade noch fliehen.
Der Maler Karl Wilhelm Diefenbach, der ab 1899 mit großem Gefolge in Capri lebte, hatte zahlreiche Affären mit seinen Schülerinnen und der Schwester seiner Frau. 1903 kam der französische Exzentriker Jacques d’Adelswärd-Fersen, der bereits in Frankreich wegen Unzucht mit Minderjährigen verurteilt worden war, nach Capri, wo er sich die Villa Lysis baute. Nach seinem frühen Tod durch Rauschgift hinterließ er die Villa seinem Geliebten Nino Cesarini, den er als 14-Jährigen in Rom kennengelernt hatte.
Roger Peyrefitte hat das Leben und Sterben Adelswärd-Fersens in seinem Skandalroman Exil in Capri beschrieben und lässt auch zahlreiche weitere Capri-Pilger auftreten: Krupp, Allers, Großherzog Ernst Ludwig von Hessen, die Prinzen Friedrich Heinrich von Preußen, Ludwig Viktor von Österreich und Aribert von Anhalt, den Fürsten Eulenburg und den General Kuno von Moltke sowie die exzentrische Luisa Casati. Auch der berühmte Arzt Axel Munthe soll zu Patientinnen wie Königin Victoria von Schweden und Großfürstin Maria Pawlowa deutlich intimere Beziehungen als zwischen Arzt und Patientin üblich unterhalten haben. 1899 besuchte Alma Schindler, spätere Frau von Gustav Mahler und anderen, nach einer ersten Affäre mit Gustav Klimt, mit ihrer Mutter und ihrem Stiefvater Capri. Im 20.  Jahrhundert besuchte Marguerite Yourcenar mit ihrer späteren Geliebten Grace Frick die Insel, wo sie sich von ihrer problematischen Beziehung zu André Fraigneau löste.
Die Insel war in den 1920er Jahren auch ein beliebter Treffpunkt der Futuristen, die ihren Wortführer Filippo Tommaso Marinetti aufsuchten. Russische Exilierte waren zuerst Revolutionäre, dann Flüchtlinge nach der Revolution von 1905, welche in einer sehr eng zusammengefügten Emigrantenkolonie vertreten waren. Im Mittelpunkt dieser Gruppen stand während seiner Capri-Aufenthalte Maxim Gorki, der dort auch seinen Roman Die Mutter schrieb.
Der lettische Dichter und Maler Jānis Jaunsudrabiņš verarbeitete Eindrücke von der Insel in seinem 1939 erschienenen Roman Kapri. Claude Debussy widmete den Hügeln von Anacapri (Les collines d’Anacapri) eines seiner Préludes. Auch der Schriftsteller Norman Douglas und die Maler Oskar Kokoschka (der mehrmals Gast von Monika Mann war, die ab Ende 1954 in der Villa Monacone auf Capri lebte) und Francis Bacon weilten gern hier.

## Gemeinden

### Capri
Die Gemeinde Capri erstreckt sich an den Hängen im Ostteil der Insel. Die Häuser des Hauptorts gliedern sich an den zentralen Platz, die Piazzetta, von dem mit der Via Roma und der Via Camerella die Hauptgeschäftsstraßen ausgehen. Das Zentrum und der Süden des Ortes werden von großen Hotelanlagen geprägt.
Zwei Straßen verbinden den Hauptort jeweils mit vielen Spitzkehren mit den beiden Häfen Marina Grande im Norden und Marina Piccola im Süden. Einen großen Teil des südlichen Zentrums nimmt auch das Kartäuserkloster Certosa ein. Die Verbindungsstraße nach Anacapri windet sich im Norden um das zentrale Bergmassiv Monte Solaro. Die Gemeinde hat 6771 Einwohner (Stand 31. Dezember 2023). Sehenswürdigkeiten im Gemeindegebiet sind:
- Arco Naturale
- Faraglioni
- Giardini di Augusto
- Grotta Matermania
- Via Krupp
- Ruinen der Villa Jovis des Tiberius
- Villa Malaparte
- Villa Lysis des Baron Fersen
- Certosa (Klosteranlage) mit Museo Diefenbach
- Deutsche evangelische Kirche
- Kirche San Costanzo
- Kirche Santo Stefano

### Anacapri
Anacapri umfasst den Westteil der Insel. Hauptstraßen führen vom Hauptort zur Punta Carena mit dem Leuchtturm Faro di Punta Carena an der Südwestecke und zur Blauen Grotte im Nordwesten der Insel. Die Gemeinde hat 6821 Einwohner (Stand 31. Dezember 2023).
Sehenswürdigkeiten (Gemeindegebiet Anacapri):
- Blaue Grotte
- Le Boffe
- Monte Solaro
- Villa San Michele (Haus des Arztes und Schriftstellers Axel Munthe)
- Kirche San Michele (1719)

## Verkehr
Zwischen dem Fährhafen Marina Grande und dem Zentrum von Capri-Ort verkehrt eine Standseilbahn. Zusätzlich besteht ein öffentliches Busnetz mit an die engen Inselstraßen angepassten Fahrzeugen und es gibt zahlreiche Großraumtaxis. Zwischen Frühling und Spätherbst ist das Benutzen von eigenen Personenkraftwagen nur Einheimischen erlaubt. Die Benutzung von Fahrrädern ist nicht reglementiert. Von Anacapri führt seit 1952 ein Sessellift auf den Monte Solaro.
Zwischen der Insel und dem Festland gibt es viele Schiffsverbindungen, sowohl große Fähren als auch kleine, schnelle Tragflügelboote. Nächstgelegener Hafen ist Sorrent, es gibt auch Fährverbindungen nach Neapel und Ischia sowie an die Häfen der Amalfiküste. Nächster Flughafen ist der Flughafen Neapel.

## Galerie

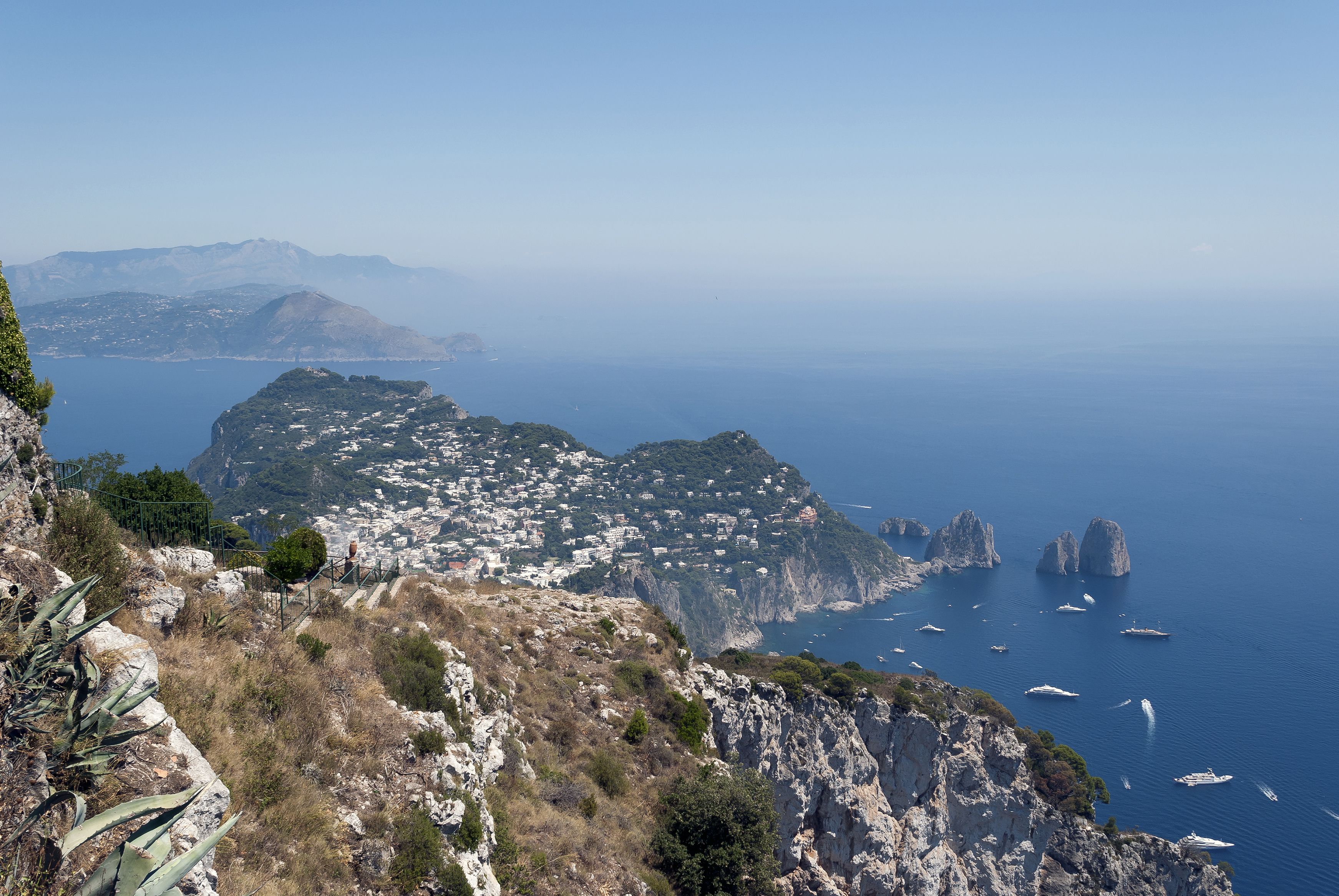
Capri vom Monte Solaro aus gesehen
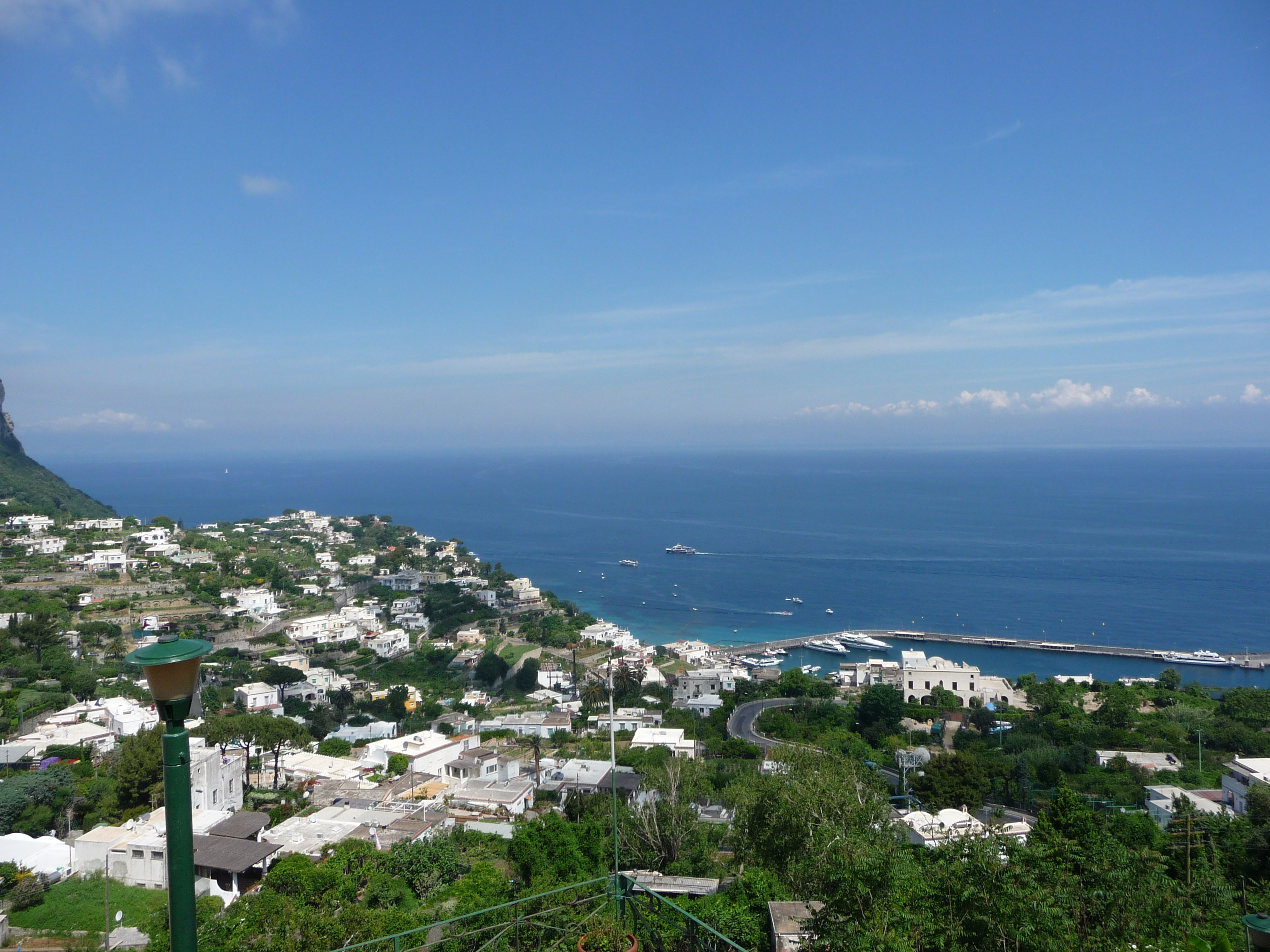
Blick über den Nordwesten des Ortes Capri vom Stadtzentrum aus in Richtung Marina Grande (2011)
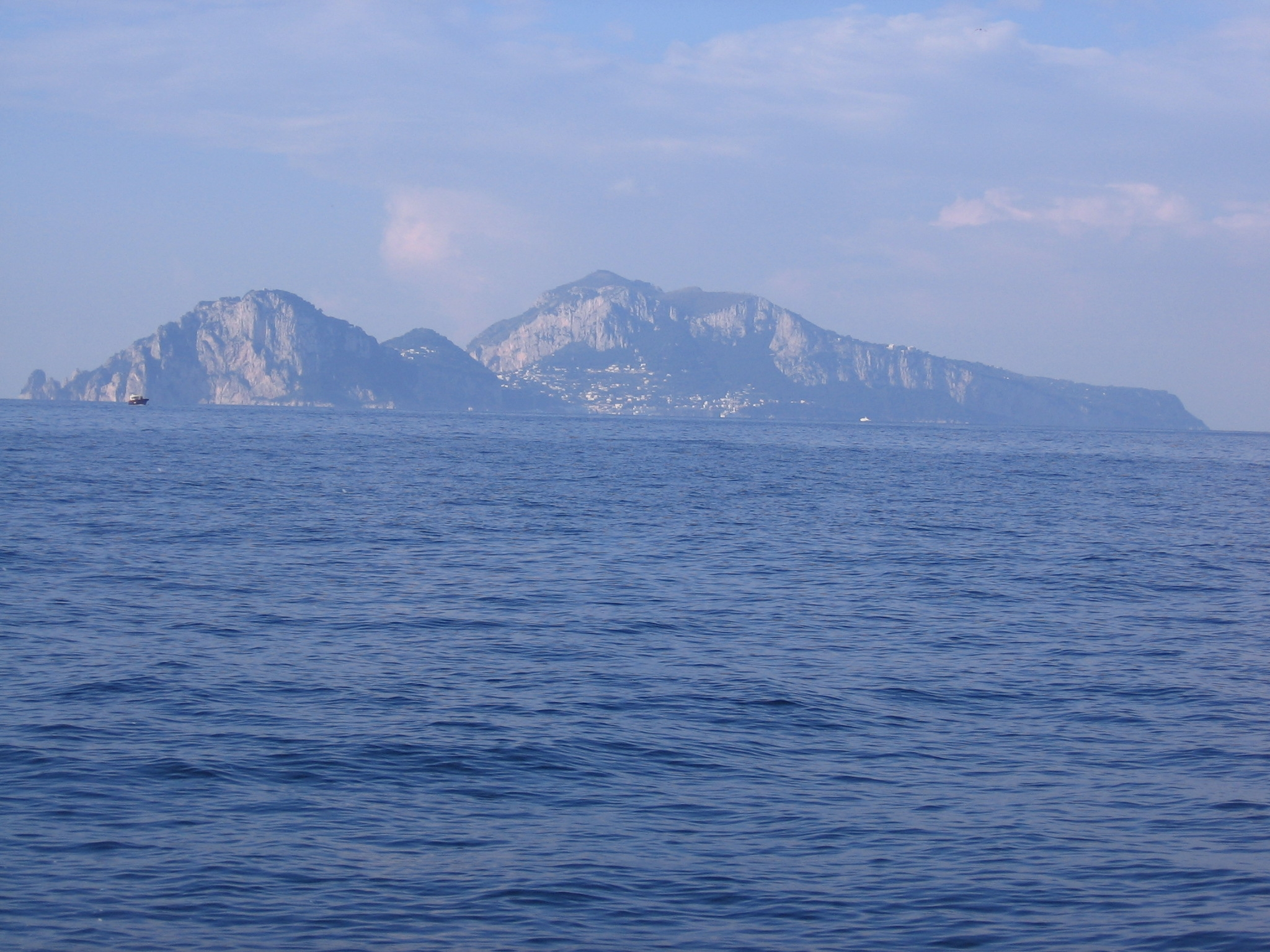
Die Insel Capri von Nordosten gesehen (2005)
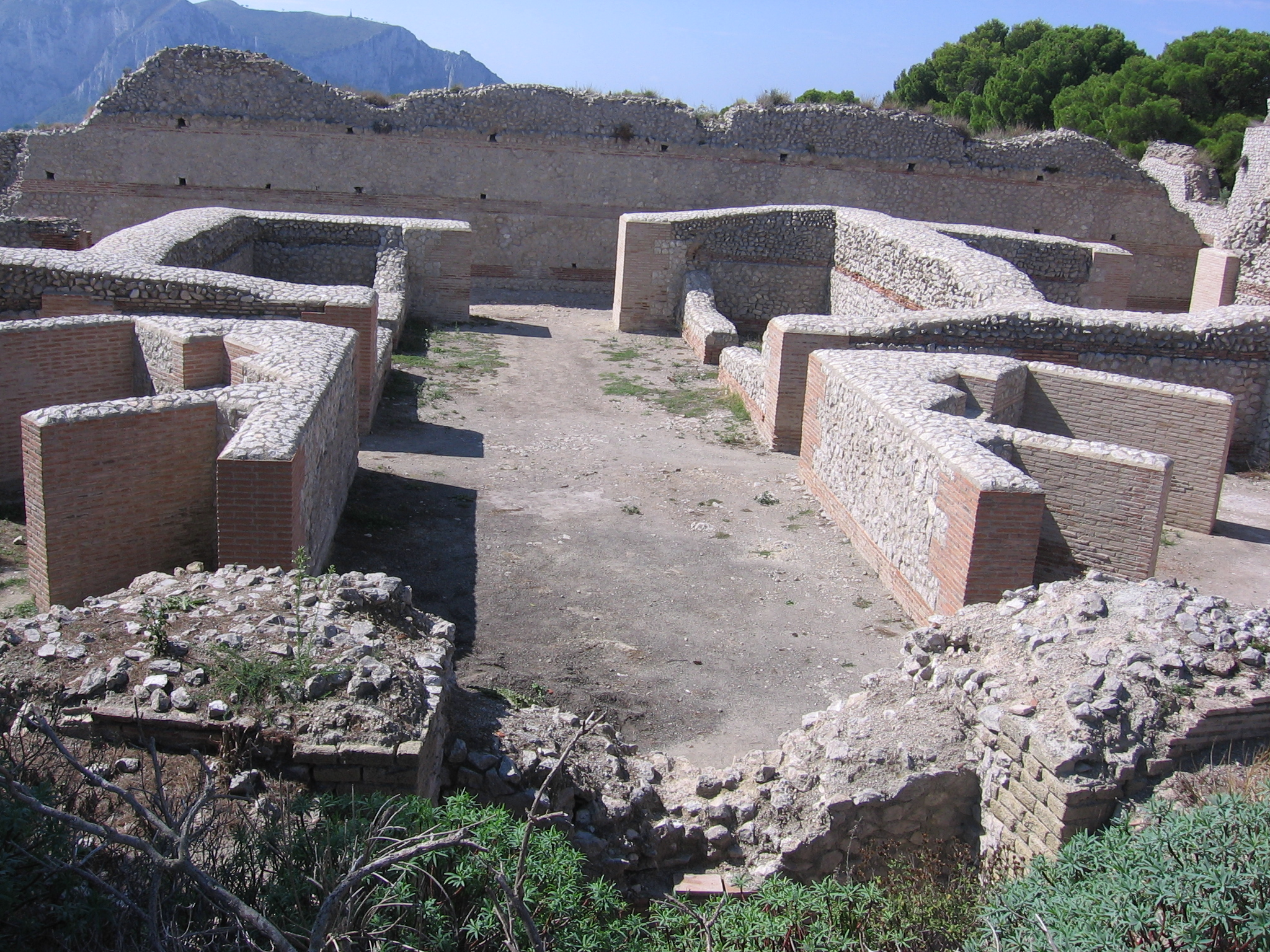
Restaurierter Teil der Villa Jovis (2005)
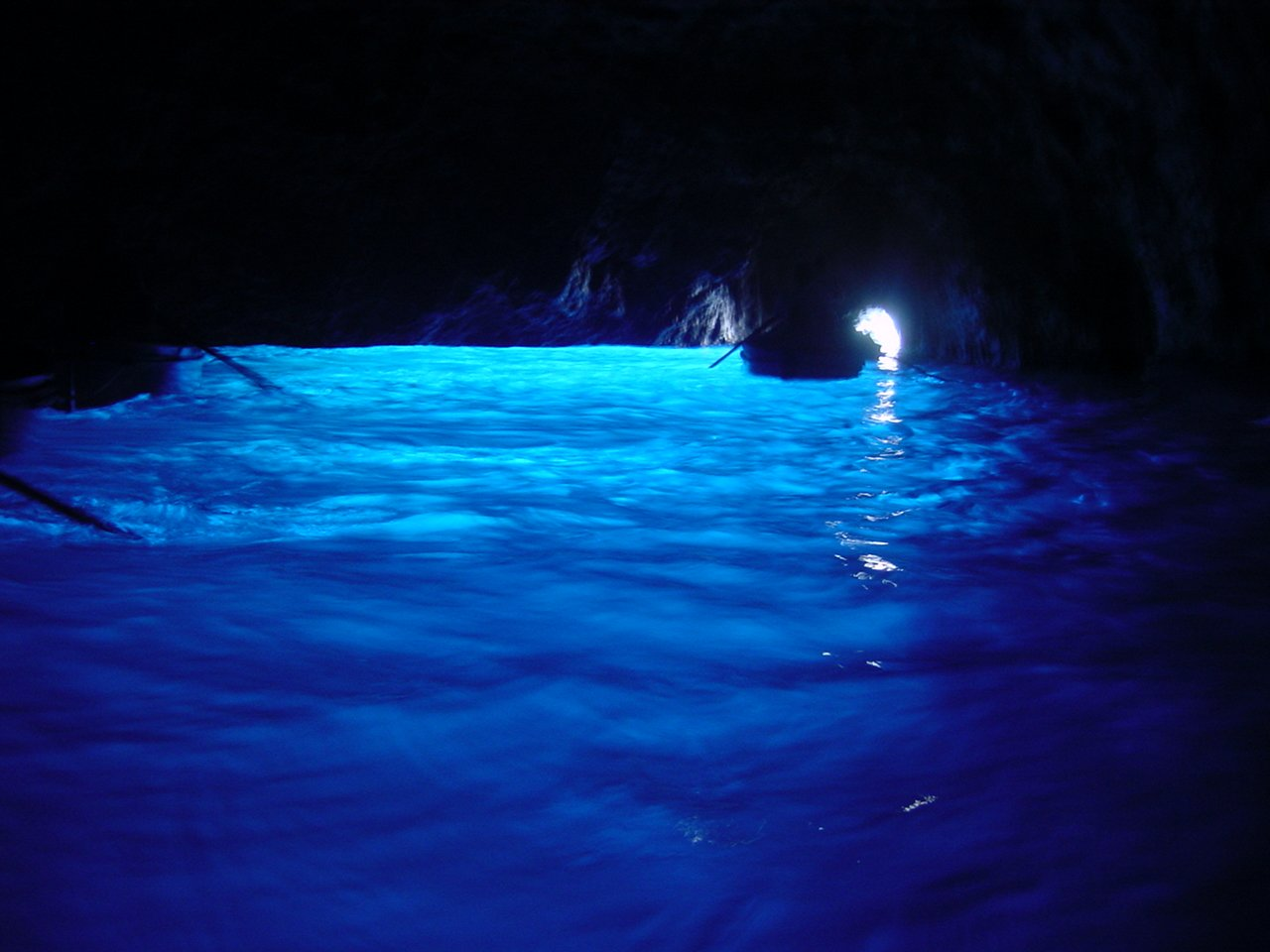
Die Blaue Grotte von innen
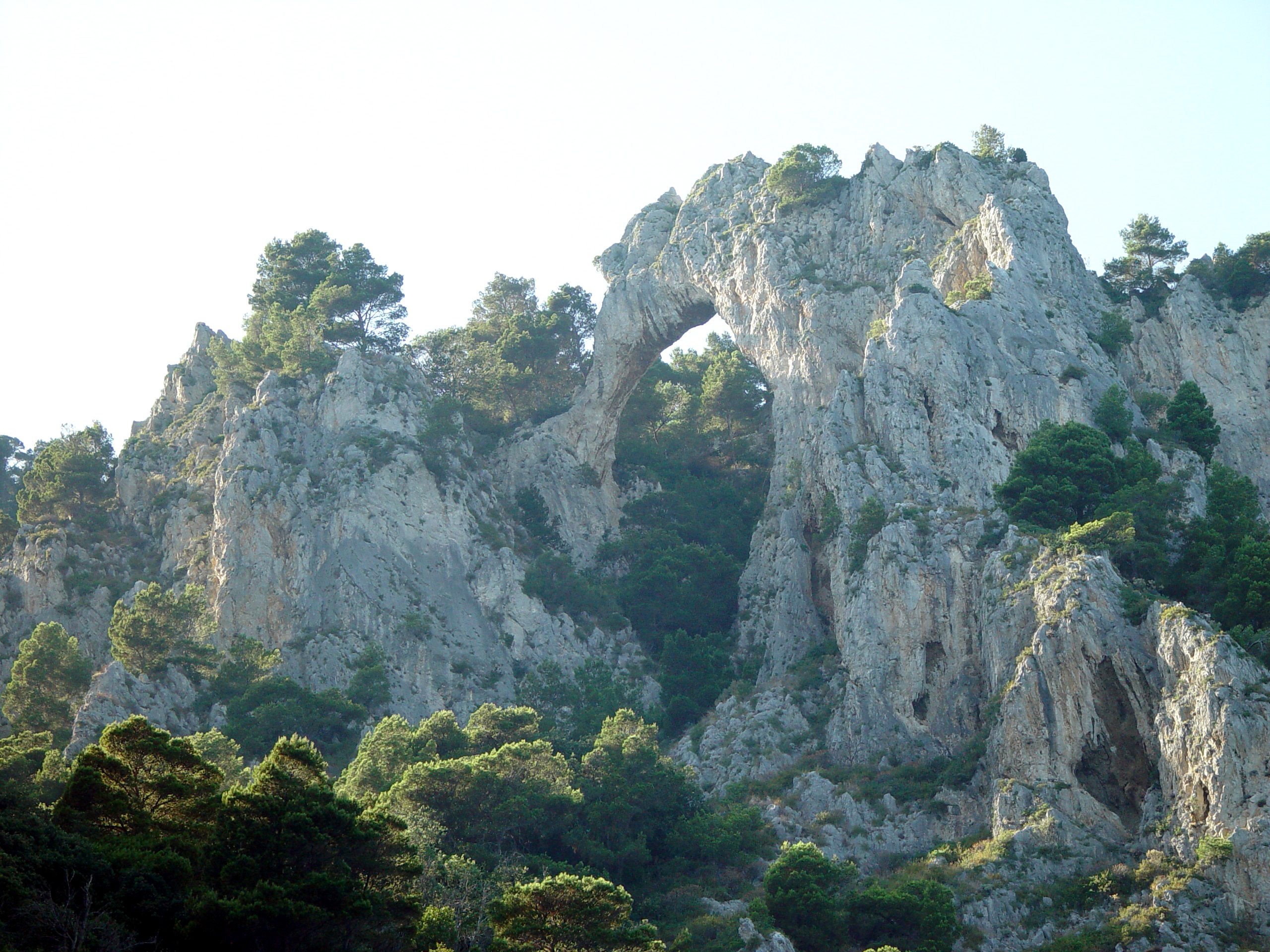
Der Arco Naturale, ein Natursteinbogen an der Ostküste Capris
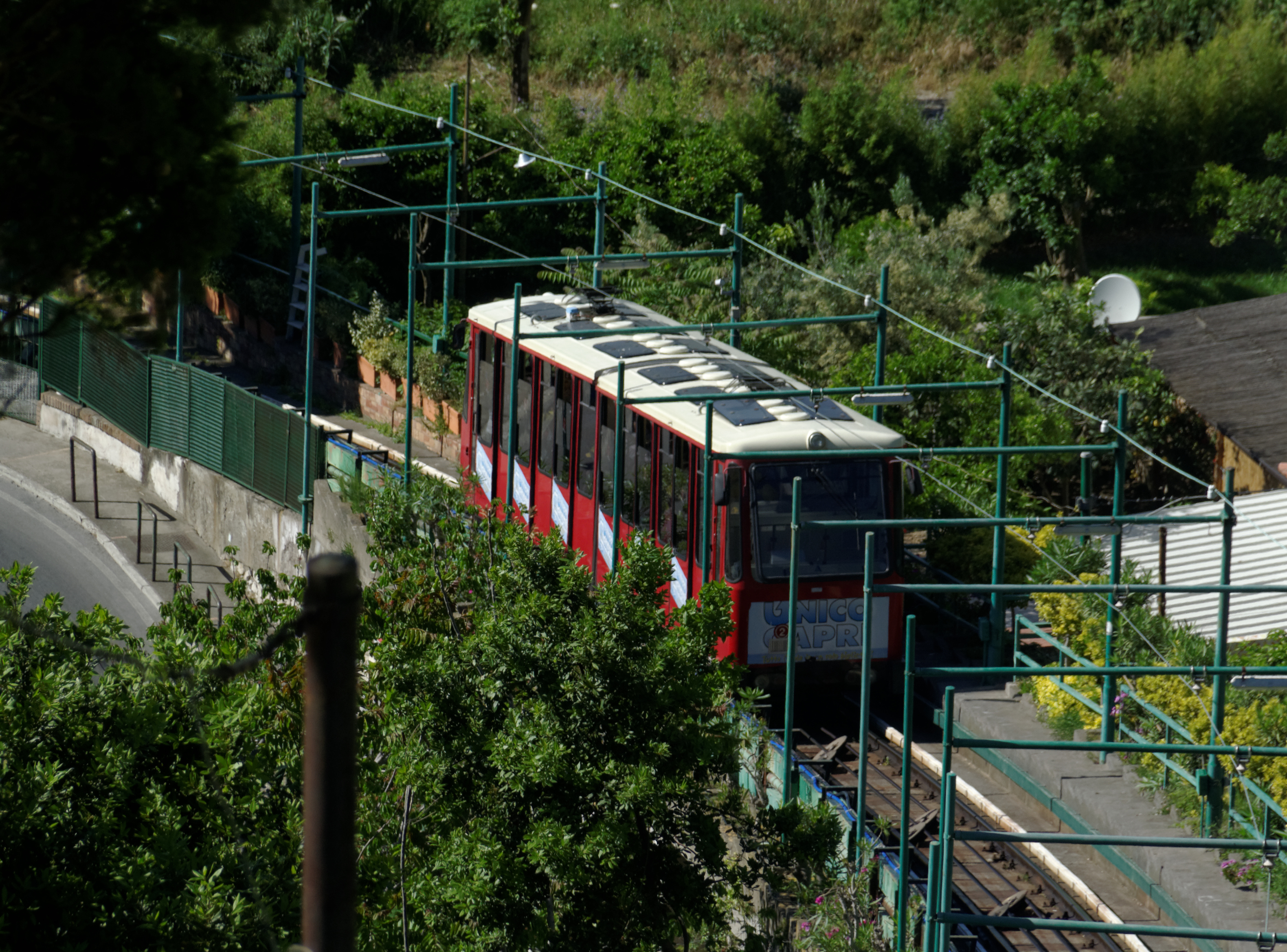
Die Standseilbahn vom Hafen in die Stadt
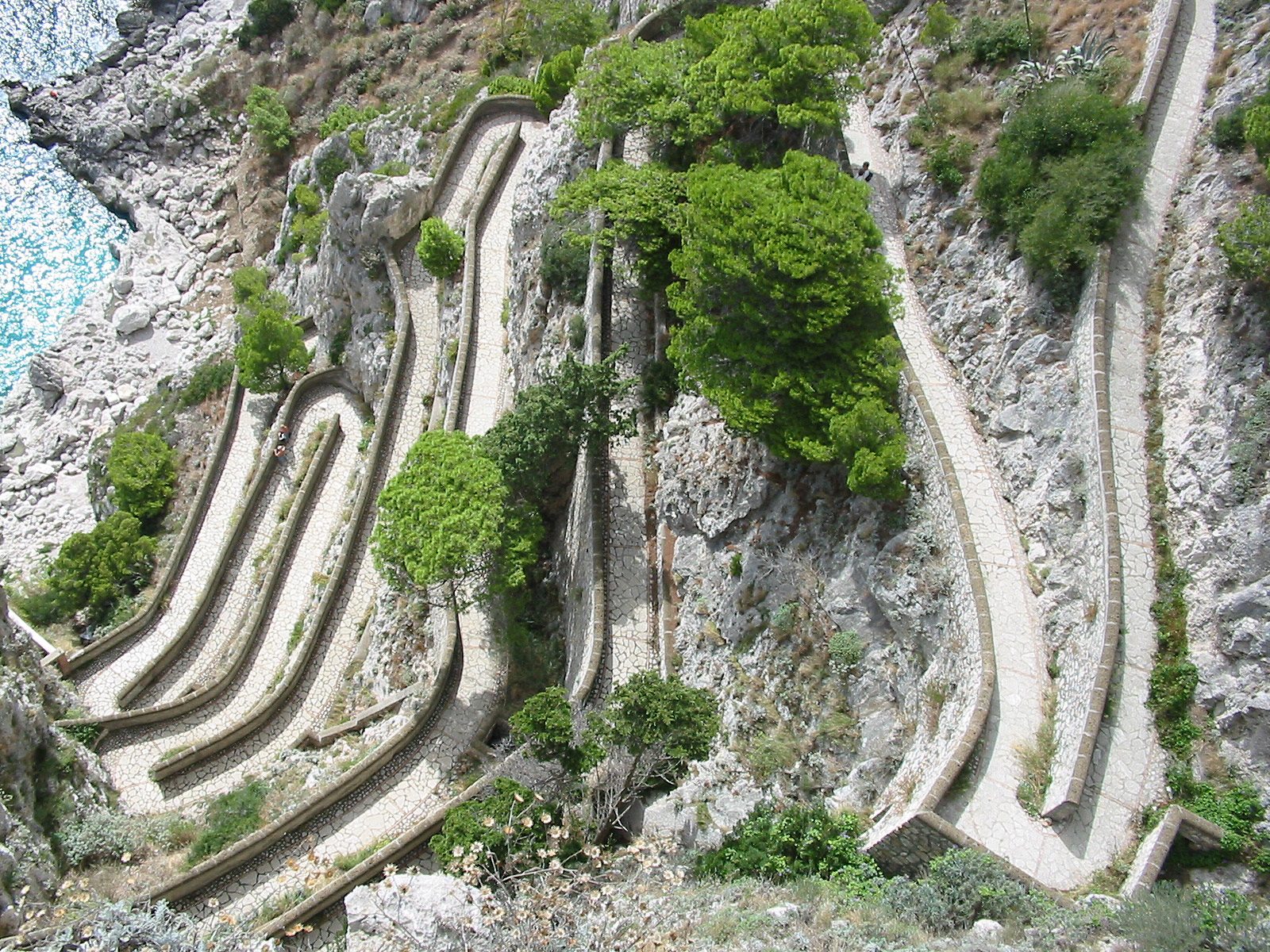
Die Via Krupp
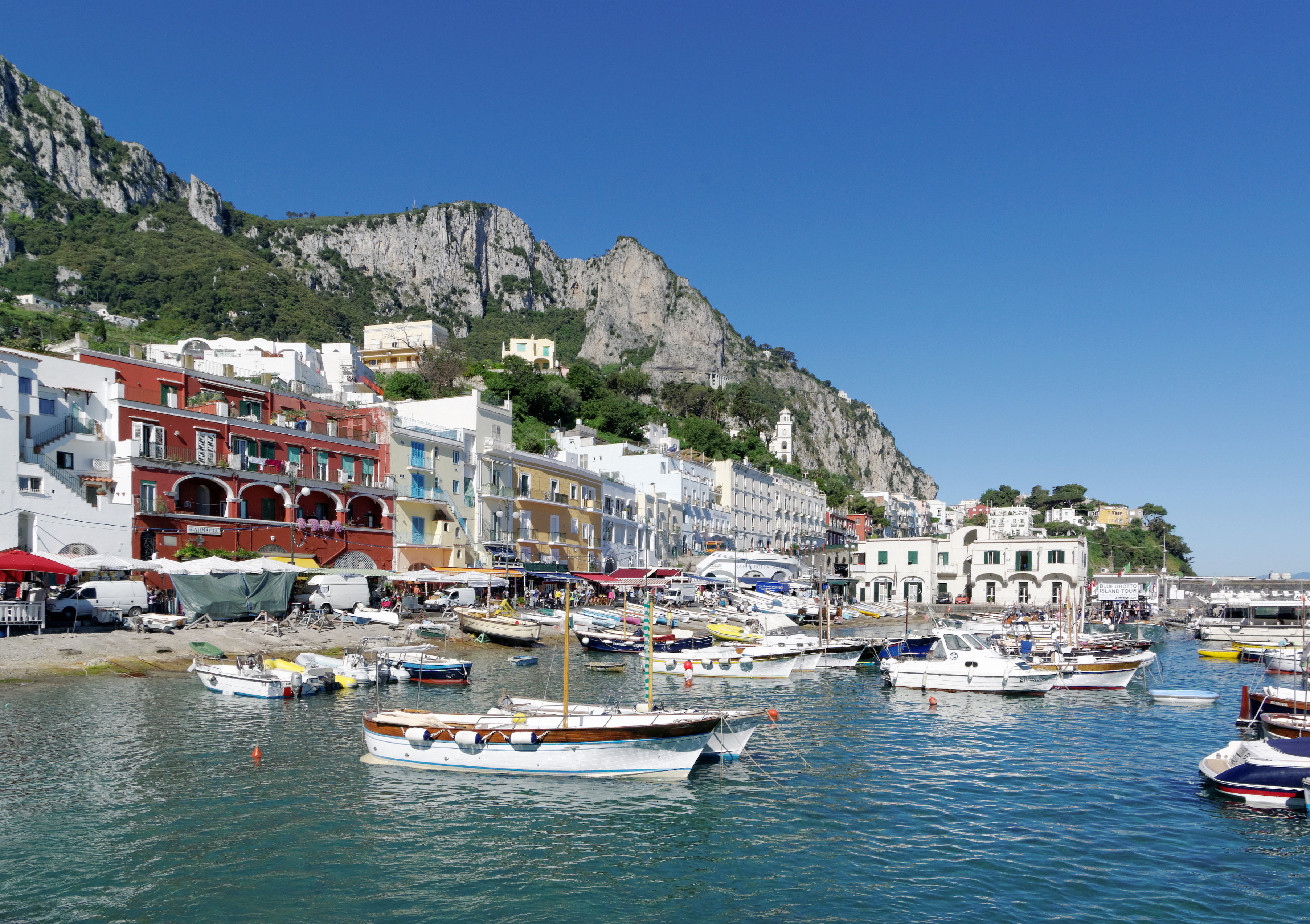
Marina Grande
I Faraglioni. Historisches Bild von Leo Wehrli (1932)

## Trivia
- Nach der Insel Capri wurde ein Modell des Autoherstellers Ford benannt, siehe Ford Capri.
- Nach der Insel Capri wurde der Vorspeisensalat Caprese benannt.
- Torta Caprese ist in Italien der Name einer Schokoladentorte.
- Der Markenname des Fruchtsaftgetränks Capri-Sun entstand ebenfalls in Anlehnung an die Insel.
- Der Speiseeis-Hersteller Langnese nutzt seit 1959 den Namen Capri für ein Fruchteis.
- Der deutsche Schlager „Capri-Fischer“ war in den 1950er Jahren sehr beliebt.
- Die deutsche Italo-Schlager-Band Roy Bianco & Die Abbrunzati Boys veröffentlichte 2020 ihr Lied Capri '82 in Anspielung auf die Insel.

## Bekannte Capresen
- Raffaele Castello (1905–1969), Maler
- Claretta Cerio (1927–2019), Schriftstellerin
- Edwin Cerio (1875–1960), Schriftsteller
- Ignazio Cerio (1840–1921), Naturforscher und Arzt
- Carlo Serena (1882–1972), päpstlicher Diplomat
- Rosina Viva (1899–1983), Malerin
- Peppino di Capri (1939), Musiker
- Sergio Rubino (1948–2021), Keramikkünstler, Maler, Bildhauer